# Волков, Михаил Давидович
Михаи́л Дави́дович Во́лков (настоящая фамилия — Вильф; 26 сентября 1932, Проскуров — 22 июля 2001, Санкт-Петербург) — советский и российский актёр театра и кино. Заслуженный артист РСФСР (1978).

## Биография
Михаил Волков родился в Проскурове (ныне — Хмельницкий). Окончил Киевский институт театрального искусства имени И. К. Карпенко-Карого; служил в Николаевском драматическом театре и в Киевском театре юного зрителя.
В 1961—2001 годах — актёр БДТ имени М. Горького (ныне имени Г. А. Товстоногова).
В 1996 году у него начала развиваться болезнь Альцгеймера.
Умер 22 июля 2001 года. Похоронен на Казанском кладбище в Пушкине (Санкт-Петербург).

## Творчество

### Роли в театре
- 1962 — «Горе от ума» А. С. Грибоедова: постановка Г. А. Товстоногова — Алексей Степанович Молчалин
- 1965 — «104 страницы про любовь» по пьесе Э. С. Радзинского; постановка Ю. Е. Аксёнова — Электрон Евдокимов
- 1965 — «Три сестры» А. П. Чехова; постановка Г. А. Товстоногова — Федотик
- 1967 — «Правду! Ничего, кроме правды!» Д. Н. Аля, постановка Г. А. Товстоногова — Джон Кеннеди
- 1968 — «Цена» А. Миллера; постановка Р. А. Сироты — Уолтер Франк
- 1970 — «Беспокойная старость» Л. Н. Рахманова; постановка Г. А. Товстоногова — Викентий Михайлович Воробьёв
- 1970 — «Третья стража» Г. А. Капралова и С. Туманова. Постановка Г. А. Товстоногова — Зотов, жандармский полковник
- 1972 — «Ревизор» Н. В. Гоголя. Постановка Г. А. Товстоногова — Иван Кузьмич Шпекин
- 1973 — «Мольер» М. А. Булгакова (пьеса «Кабала святош»). Постановка С. Ю. Юрского — маркиз д’Орсиньи по кличке «Помолись»
- 1974 — «Энергичные люди» В. М. Шукшина. Постановка Г. А. Товстоногова — Чернявый
- 1975 — «История лошади» по повести «Холстомер» Л. Н. Толстого. Постановка Г. А. Товстоногова — Милый; он же офицер; он же Бобринский
- 1978 — «Жестокие игры» А. Н. Арбузова; режиссёр Ю. Е. Аксёнов — отчим Кая
- 1978 — «Пиквикский клуб». Инсценировка Н. А. Векстерн по роману Ч. Диккенса. Постановка Г. А. Товстоногова — Натэниэл Уинкль; Уордль
- 1980 — «Перечитывая заново». Сценическая композиция Г. А. Товстоногова и Д. М. Шварц по произведениям А. Е. Корнейчука, Н. Ф. Погодина, М. Ф. Шатрова, В. Т. Логинова. Постановка Г. А. Товстоногова и Ю. Е. Аксёнова — Ведущий
- 1983 — «Сёстры» Л. Разумовской, постановка Г. С. Егорова — Марк
- 1983 — «Смерть Тарелкина». Опера-фарс А. Н. Колкера по мотивам комедии А. В. Сухово-Кобылина. Постановка Г. А. Товстоногова. — Иван Саввич Варравин
- 1986 — «Театр времен Нерона и Сенеки» Э. С. Радзинского; постановка Г. А. Товстоногова — Сенатор-Конь

### Работы на телевидении
- 1965 — «Страх и отчаяние в Третьей империи» Б. Брехта; режиссёры А. Павлов и Давид Карасик (телеспектакль) — прокурор Шпитц
- 1967 — «Прощай, оружие!» по роману Э. Хемингуэя (телеспектакль) — лейтенант Генри
- 1971 — «Фиеста» по роману Э. Хемингуэя (телеспектакль); режиссёр С. Юрский[1]

### Роли в кино
- 1965 — Обломов (Андрей Штольц)
- 1965 — Обещание счастья (фильм-спектакль)
- 1967 — Путь в «Сатурн» — Крылов / Крамер
- 1967 — Конец «Сатурна» — Крылов / Крамер
- 1968 — Три года
- 1968 — Пассажир с «Экватора» — Филипп Максимович Ключик
- 1969 — Белое солнце пустыни — озвучил роль Абдуллы
- 1970 — До востребования — Художник Самсонов
- 1970 — Переступи порог — ректор института
- 1970 — Семья Коцюбинских — Александр Фёдорович Керенский
- 1971 — Крушение империи — Александр Фёдорович Керенский
- 1971 — Достояние республики — покупатель коллекции
- 1972 — Бой после победы — Крылов / Крамер
- 1972 — Командир счастливой «Щуки» — Валерий Рудаков
- 1973 — Крах инженера Гарина — Шефер
- 1975 — Тайна горного подземелья — отец Марата
- 1980 — Выстрел в спину — Евгений Александрович Шутин, художник
- 1980 — Кодовое название «Южный гром» — полковник Данилов
- 1981 — Кольцо из Амстердама — господин Гутман, резидент иностранной разведки
- 1991 — Привал странников — генерал Ларионов
- 1998 — Содержанка